# Amanda O
Amanda O – pierwsza internetowa telenowela komediowa. Wyprodukowana w Argentynie przez Dori Media Group w 2008-2009 roku. Od niedawna serial śledzić można na stronie www.amandao.pl od poniedziałku do czwartku o godz. 22. Każdy odcinek trwa około 6 minut.
Całkowita  liczba odcinków: 120. W roli głównej argentyńska diva Natalia Oreiro.

## Historia
Amanda O jest kobietą na topie: uwielbianą aktorką telenowel, podziwianą divą muzyki pop i ulubionym celem paparazzi. Uzależniona od kamery i swojego imagu, Amanda rejestruje każdy swój ruch za pomocą własnej kamery, dokumentując swój sukces i unieśmiertelniając ikonę swojej osobowości.
Chociaż tego nie znosi, Amanda przywykła już, że jej życie prywatne opisywane jest w pełnych plotek tabloidach. Jednak jedna z nich, niebawem zada jej ostry cios.
Oskarżona o kradzież, Amanda, podczas rozdania nagród, zostaje napadnięta przez grupę żądających wyjaśnień dziennikarzy. W szaleństwie ucieka, żałując, że nie była kimś innym lub nie znalazła się gdzie indziej.
Następnego dnia, Amanda budzi się posiniaczona i poobijana w nieprzyjemnym miejscu. Zmieszana i zdezorientowana widzi coś, co zwala ją z nóg: twarz innej kobiety na plakacie promującym jej ostatnią telenowelę...
Amanda próbuje wydostać się z tego koszmarnego miejsca i tak zderza się z Dante, tajemniczym mężczyzną, który niebawem stanie się jej jedynym oparciem. Amanda wraca do domu, jednak nikt, nawet jej mąż, jej nie rozpoznaje; została zastąpiona inną kobietą, która skradła jej tożsamość, życie, karierę i imię.
Jej relacje z Dante, którego tożsamość zbija z tropu, są dość burzliwe, jednak mimo to mężczyzna oferuje jej pomoc i daje pracę. Amanda, pomimo przeciwności, postanawia odbudować swoje życie.
Swoją osobowość postanawia stworzyć przy użyciu cyberprzestrzeni. Jest gotowa zrobić wszystko, aby wzbudzić zainteresowanie mediów i odzyskać straconych fanów. Bloguje, publikuje zabawne nagrania video z jej osobą, co jest jej wirtualnym odrodzeniem w sieci, w którym wyjawia większość swoich najskrytszych sekretów.
W tej podróży po tożsamość, Amanda przejdzie dramatyczną przemianę. Czeka ją bowiem długa i ciężka przeprawa by z powrotem zdobyć to, co zostało jej odebrane. Zakocha się w Dante, który pomógł jej na tej drodze i okazał się być jej nieoczekiwanym zbawcą.

## Obsada
- Natalia Oreiro – Amanda O
- Luciano Castro – Dante
- Valeria Lorca – fałszywa Amanda O
- Francisco Napoli – Freddy
- Fabio Aste – Charlie
- Julieta Zylberberg – Inés
- Benjamín Amadeo – Demo
- Esteban Coletti – Net
- Lorenzo Qiunteros – Pedro
- Alejandra Fidalme – Isabela